# La Gloire et les Périls
La Gloire et les Périls est un roman de Robert Merle, le onzième volume de la série historique Fortune de France.
Libéré du pesant siège de l'île de Ré par les forces royales du maréchal de Schomberg, Pierre-Emmanuel de Siorac, comte d'Orbieu, rejoint aussitôt Louis XIII et le cardinal de Richelieu au siège qu'ils font aux huguenots enfermés dans La Rochelle. Durant ce siège, le comte rencontre sa future femme, la marquise Catherine de Brézolles, chez qui il est logé. Très sollicité pour différentes missions durant le siège, il en est récompensé par le roi, qui l'élève au rang de Duc et pair pour les nombreux services rendus à la Couronne.
Dans ce tome de ses Mémoires, il doit entre autres :
- négocier l'acquisition pour le roi de quatre navires de guerre capturés par un corsaire français aux Anglais venus secourir les Rochelais, en vain ;
- reconnaître de nuit les abords des murailles de la cité afin de planifier un éventuel assaut ;
- aller porter à la duchesse douairière de Rohan, chef de la résistance rochelaise, un message du roi à l'intérieur même de la citadelle.